# Mýrkinos
Mýrkinos (Myrkinos) är en ort i Grekland.   Den ligger i prefekturen Nomós Serrón och regionen Mellersta Makedonien, i den nordöstra delen av landet, 300 km norr om huvudstaden Aten. Mýrkinos ligger 17 meter över havet och antalet invånare är 199.
Terrängen runt Mýrkinos är platt åt nordväst, men åt sydost är den kuperad. Runt Mýrkinos är det glesbefolkat, med 19 invånare per kvadratkilometer. Närmaste större samhälle är Néa Zíchni, 14,5 km norr om Mýrkinos. Trakten runt Mýrkinos består till största delen av jordbruksmark.